# Psyllipsocidae
Famille
Les Psyllipsocidae sont une famille d'insectes de l'ordre des Psocodea.

## Liste des genres
Selon GBIF (13 décembre 2023) :
- † Annulipsyllipsocus Hakim, Azar, Maksoud, Huang & Azar, 2018
- † Concavapsocus Wang, Li, Ren & Yao, 2019
- Dorypteryx Aaron, 1883
- † Khatangia Vishnyakova, 1975
- Pseudopsyllipsocus Li, 2002
- Pseudorypteryx García-Aldrete, 1984
- Psocathropos Ribaga, 1899
- Psyllipsocus Selys-Longchamps, 1872

## Classification
L'auteur et la date de ce taxon varient d'une source à une autre. Ainsi, pour IRMNG, il s'agirait d'Edmond de Sélys Longchamps en 1872. Alors que pour The Taxonomicon il s'agirait de Hermann Julius Kolbe en 1884. Enfin, dans leur publication de 2011, Dany Azar (d) et André Nel mentionnent Günther Enderlein en 1911.